# Nablégane
Nablégane est une localité du département de Guéguéré, dans la province d’Ioba (région du Sud-Ouest) au Burkina Faso. En 2006, cette localité comptait 468 habitants dont 52.1% de femmes.